# Gérine
La Gérine, appelée en allemand Ärgera, est un cours d'eau de Suisse. Elle coule dans le canton de Fribourg et rejoint la Sarine à l'ouest de Marly.

## Géographie
Elle porte le nom d'Ärgera depuis sa source jusqu'à Giffers, peu avant la confluence avec la Sarine.

## Affluents

### Le Roule
Le Roule est un ruisseau du canton de Fribourg, qui prend sa source dans la commune de Pierrafortscha à une altitude de 705 m. Il traverse le bois du même nom pour rejoindre la commune de Marly après un parcours sauvage de 1.3 km. Sur la commune de Marly, il ne parcourt que 530 m à l'air libre. La suite du parcours se fait dans des canalisations. Il va se jeter dans la Sarine après 2.4 km à une altitude de 612 m juste au-dessous du pont routier de la route de Fribourg vers La Roche, qui enjambe la Gérine à Marly.
Une grosse crue à la suite d'un violent orage le 7 août 2007 détruisit des aménagements de sentier et une grotte dans le bois du Roule.
Le 9 août 2007, un autre orage créa une inondation dans le village de Marly. Il eut comme origine le bouchage de la canalisation par des troncs d'arbre emmenés de la forêt par les eaux en furies. Le ruisseau trouva, ce jour, un passage vers la Gérine à l'air libre, par les routes communales. Il inonda le village de Marly et fit passablement de dégât dans les sous-sols des maisons avoisinantes.

## Hydrologie

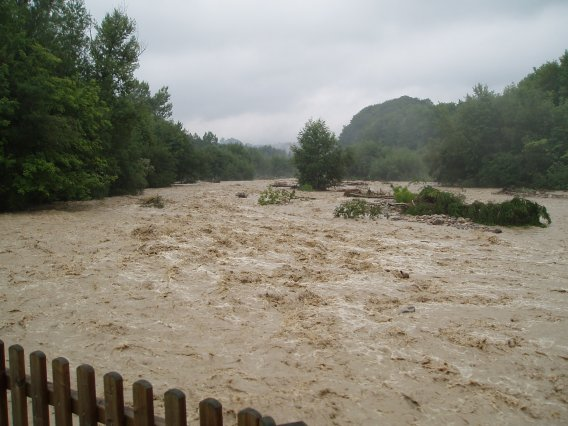
La Gérine lors de sa crue d'août 2005.

La Gérine est un affluent de la rive droite de la Sarine, elle-même affluent de l'Aar et donc du Rhin.